# Мурина, Лариса Александровна
Мурина Лариса Александровна (бел. Мурына Ларыса Аляксандраўна; 22 марта 1936, Северный край, РСФСР, СССР — 20 июня 2017, Минск ) — доктор педагогических наук (1986), профессор (1988), заведующий кафедрой риторики и методики преподавания языка и литературы (1988), декан филологического факультета (1996), член-корреспондент Академии образования РБ (1995), заслуженный деятель науки Беларуси (1999).

## Биография
В 1963 г. окончила педагогический институт языков (Баку). В 1968 г. оборонила кандидатскую диссертацию. С 1970 г. работает в БГУ на кафедре русского языка филологического факультета (преподаватель, старший преподаватель, доцент, с 1988 г. профессор, ведёт курс методики преподавания русского языка, спецсеминар по проблеме культуры речи учеников в средней школе, читает спецкурсы по методике языка и риторики. В 1986 г. в Московским государственным педагогическим институте оборонила докторскую диссертацию «Лингвистические и методические основы преподавания культуры речи в школах Беларуси».

## Научная деятельность
Главные объекты исследования — методика языка, культура речи, риторика. Является руководителем научной школы по проблеме риторики и методики языка. Под руководством Муриной были выполнены 1 докторская и 26 кандидатских диссертаций, в том числе учёными из Азербайджана, Польши она принимала участие в разработке "Концепции языкового образования в Республике Беларусь", в образовании программ по русскому языку для средней школы с русским, белорусским языков обучения, программы по риторике для учеников 10 — 11 классов средней школы, является руководителем авторского коллектива по написанию учебников по русскому языку для 4 — 11 классов средней школы.
Мурина — автор монографий, учебных пособий для старшей и средней школы, учебников. Она опубликовала более чем за 250 научных и учебно-методических работ. Занимается активно общественной работой: возглавлять специализированный Совет БГУ по обороне докторских диссертаций по методике языка и литературы, член Учёного совета Минского государственного университета по обороне кандидатской диссертации, член редколлегии журнала «Веснік БДУ. Серыя 4» и др.
Основные работы: «Культура русской речи в школах с белорусским языком обучения» (1982); «Развитие связной речи учащихся 4—6 классов: Пособие для учителя» (1985); «Развитие речи учащихся на уроках русского языка в школах Беларуси и Украины» (1990, в соавтор.); «Методика русского языка в школах Белоруссии» (1990); «Риторика: Учебное пособие для 10 — 11 классов общеобразовательной школы» (1994); «Рыторыка: Вучэбны дапаможнік для 10 — 11 класаў агульнаадукацыйнай школы» (1998); «Русский язык: культура устной и письменной речи. Учебник для 5 класса» (1995), 6 класса (1996), 7 класса (1997), 8 класса (1998), 9 класса" (1999) (в соавтор.).